# 체리 재규어 랜드로버
체리 재규여 랜드로버(영어: Chery Jaguar Land Rover)는 중국 창수시에 본사를 둔 체리 자동차와 재규어 랜드로버 간의 합작 투자 회사이다.

## 주요 차종
- 랜드로버 레인지 로버 이보크
- 랜드로버 레인지 디스커버리 스포츠
- 재규어 XFL
- 재규어 XEL
- 재규어 E-페이스

## 갤러리

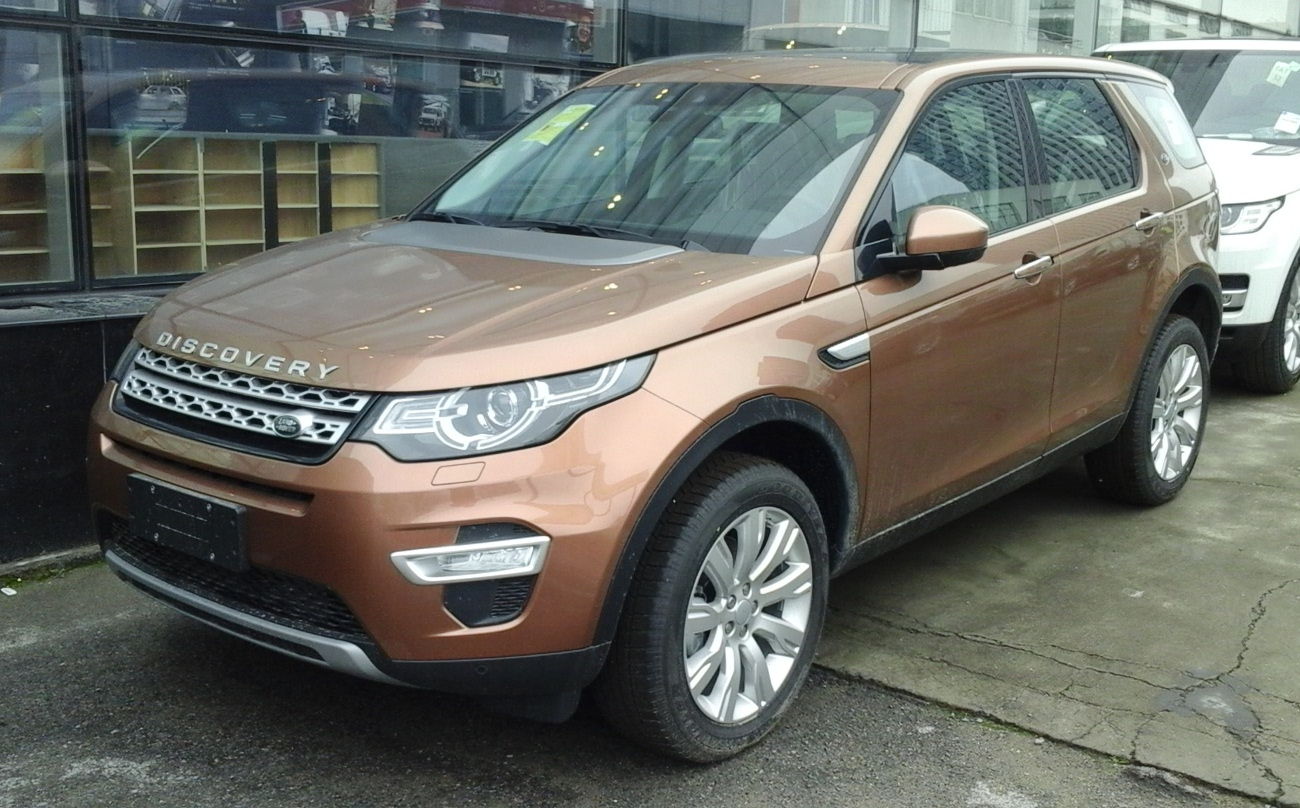
랜드로버 레인지 디스커버리 스포츠
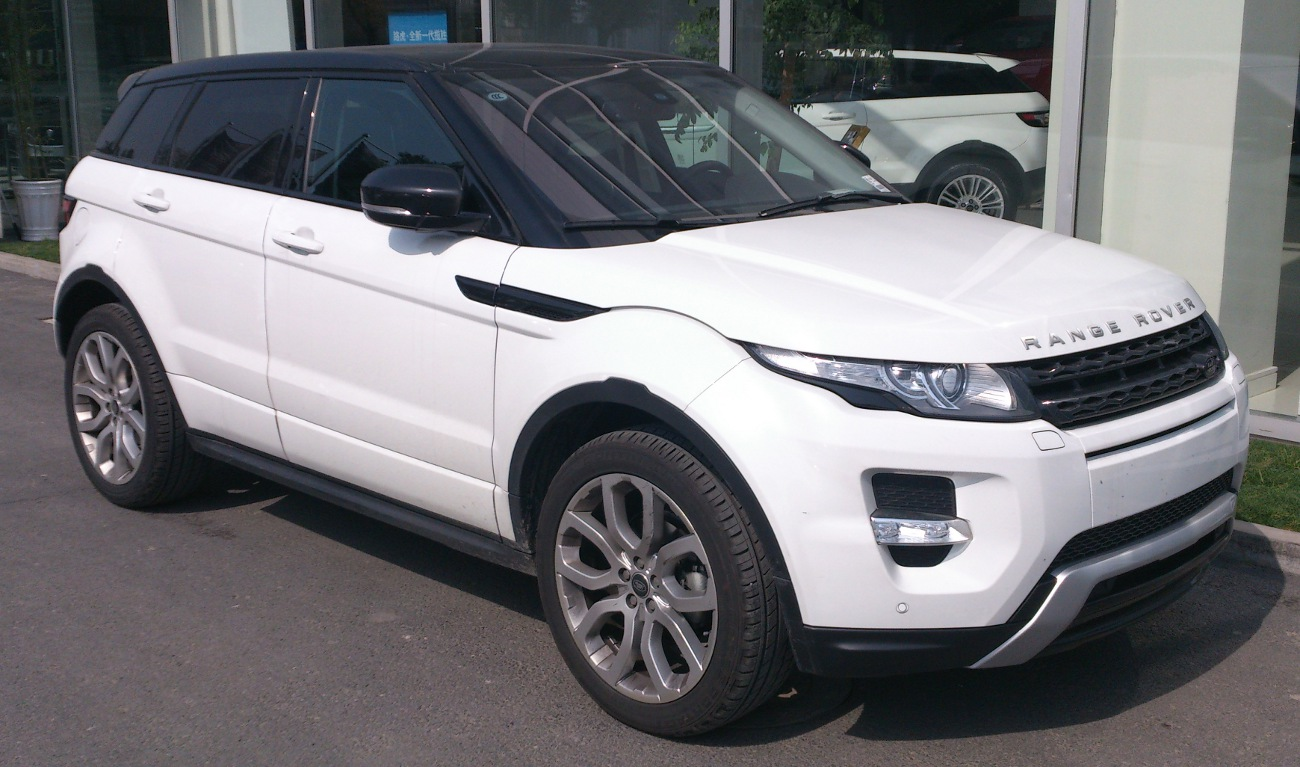
랜드로버 레인지 로버 이보크
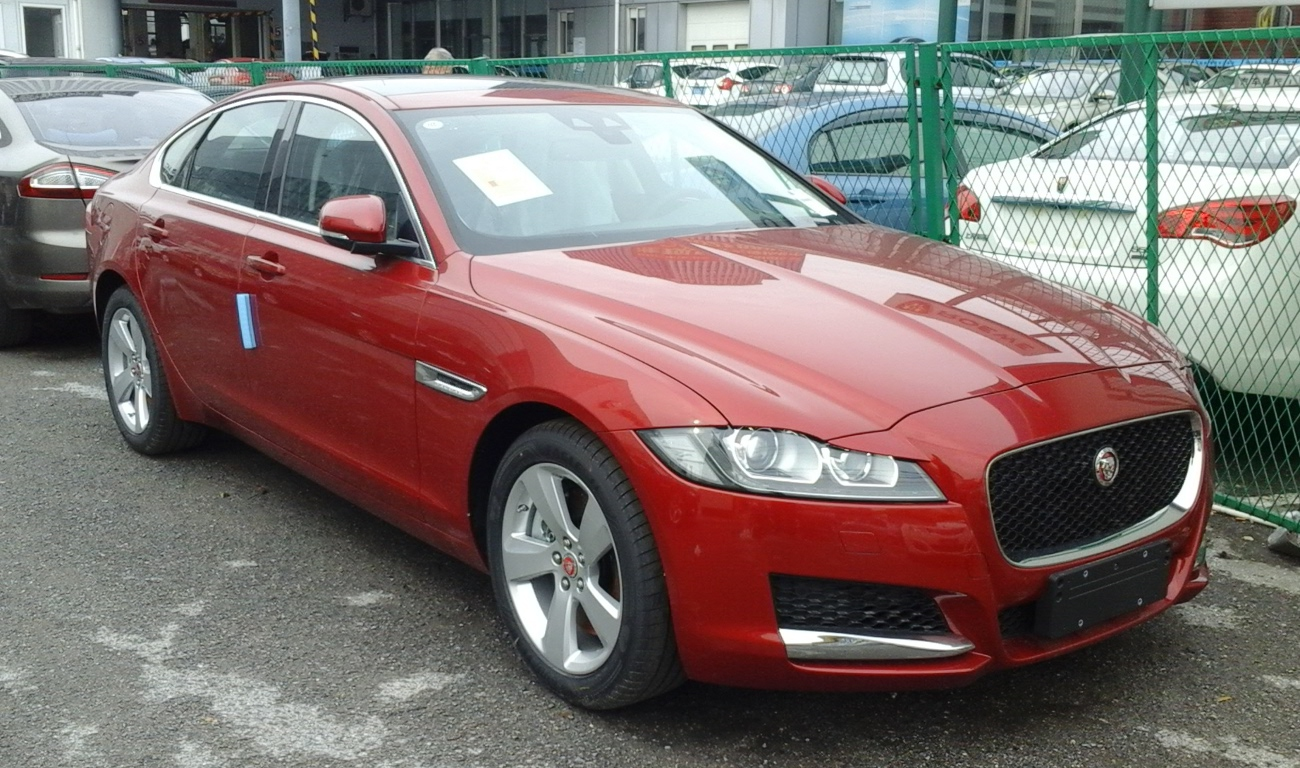
재규어 XFL